# 슝니
슝니(熊倪, 1974년 1월 11일 ~ )는 전 중화인민공화국의 다이빙 선수로, 14세의 나이로 1988년 하계 올림픽에서 첫 메달을 따고 1992년, 1996년과 2000년 하계 올림픽에도 나갔다.
후난성 창사 시에서 태어난 슝니는 1987년에 처음으로 국제 경연에 나가 타이틀을 우승하였다.
그는 1988년부터 2000년까지 4개의 하계 올림픽에서 3개의 금메달, 1개의 은메달과 동메달 1개를 획득하였고, 추가로 월드컵 경연 대회에서 10개의 금메달을 획득하였다.
1993년 후난 대학의 국제 비지니스 학과를 졸업하고, 1997년과 다시 은퇴를 선언한 후 2001년에 산업과 외국 무역에 전문가가 되었다.
1989년에는 스위밍 월드 잡지에 의하여 세계 최고의 다이빙 선수로 선출되었다.